# Амалгам
Амалгам представља раствор метала у живи, која и сама припада металима, као једини течни представник. Амалгам је легура живе неког другог метала, која може бити течна, мека паста или чврста, у зависности од пропорције живе. Ове легуре се формирају путем металног везивања, при чему се електростатичком привлачном силом проводних електрона везују позитивно наелектрисани метални јони у структуру кристалне решетке.
У свакодневном говору појам амалгама се изједначава са појмом амалгамске пломбе.

## Важни амалгами

### Цинков амалгам
Цинков амалгам налази примену у органској синтези (нпр. за Клеменсенову редукцију). То је редукциони агенс у Џонсовом редуктору, који се користи у аналитичкој хемији. Раније су цинкане плоче сувих батерија биле спојене са малом количином живе да би се спречило пропадање у складиштењу. То је бинарни раствор (течно-чврсто стање) живе и цинка.

### Калијумски амалгам
За алкалне метале, амалгамација је егзотермна и могу се идентификовати различити хемијски облици, као што су KHg и KHg2. KHg је једињење златне боје са тачком топљења од 178 °C, а 2 једињење сребрне боје са тачком топљења од 278 °C. Ови амалгами су веома осетљиви на ваздух и воду, али се са њима може радити под сувим азотом. Удаљеност Hg-Hg је око 300 пикометара, Hg-K око 358 pm.
Фазе  и  су такође познате; ундекамеркуриди рубидијума, стронцијума и баријума су познати и изоструктурни. Натријумски амалгам (NaHg2) има другачију структуру, при чему атоми живе формирају хексагоналне слојеве, а атоми натријума линеарни ланац који се уклапа у отворе у хексагоналним слојевима, али атом калијума је превелик да би ова структура функционисала у KHg2.

### Натријумски амалгам
Натријумski амалгам се производи као нуспроизвод хлоралкалног процеса и користи се као важан редукциони агенс у органској и неорганској хемији. Са водом се разлаже на концентровани раствор натријум хидроксида, водоник и живу, који се затим поново могу вратити у хлоралкални процес. Ако се уместо воде користи алкохол без воде, уместо алкалног раствора настаје алкоксид натријума.

### Алуминијумски амалгам
Алуминијум може да формира амалгам реакцијом са живом. Алуминијумски амалгам се може припремити млевењем алуминијумских пелета или жице у живи, или дозвољавањем алуминијумске жице или фолије да реагују са раствором живиног хлорида. Овај амалгам се користи као реагенс за редукцију једињења, као што је редукција имина у амине. Алуминијум је крајњи донор електрона, а жива служи да посредује у преносу електрона. Сама реакција и отпад из ње садрже живу, те су потребне посебне мере предострожности и методе одлагања. Као еколошки прихватљивија алтернатива, хидриди или други редукциони агенси се често могу користити за постизање истог синтетичког резултата. Још једна еколошки прихватљива алтернатива је легура алуминијума и галијума која на сличан начин чини алуминијум реактивнијим спречавајући га да формира оксидни слој.

### Калајни амалгам
Калајни амалгам је коришћен средином 19. века као рефлектујући премаз за огледало.

### Остали амалгами
Познато је мноштво амалгама који су од интереса углавном у контексту истраживања.
- Амонијумски амалгам је сива, мека, сунђераста маса коју су 1808. открили Хамфри Дејви и Јенс Јакоб Берцелиус. Лако се разлаже на собној температури или у контакту са водом или алкохолом:
{\displaystyle \mathrm {2\ H_{3}N{-}Hg{-}H\ {\xrightarrow {\Delta T}}\ 2\ NH_{3}+H_{2}+2\ Hg} }
- Талијумски амалгам има тачку смрзавања од -58 °C, што је ниже од оне чисте живе (-38,8 °C), тако да је нашао примену у термометрима за ниске температуре.
- Златни амалгам: Рафинисано злато, када је фино млевено и доведено у контакт са живом где су површине оба метала чисте, амалгамира се лако и брзо да формира легуре у распону од  до .[7]]
- Олово формира амалгам када су струготине помешају са живом и такође је наведено као природна легура која се зове олово-амалгам у Никел-Штрунцовој класификацији.[8]

### Дентални амалгам
Стоматологија је користила легуре живе са металима као што су сребро, бакар, индијум, калај и цинк. Амалгам је „одличан и свестран ресторативни материјал“ и користи се у стоматологији из више разлога. Јефтин је и релативно једноставан за употребу и манипулацију током постављања; кратко време остаје мекан тако да се може спаковати да попуни било коју неправилну запремину, а затим формира тврду смешу. Амалгам има већи век трајања у поређењу са другим директним рестауративним материјалима, као што је композит. Међутим, ова разлика се смањила континуираним развојем композитних смола.
Амалгам се обично пореди са композитима на бази смоле, јер су многе примене сличне и многа физичка својства и трошкови су упоредиви.
У јулу 2018, ЕУ је забранила амалгам за третман зуба деце млађе од 15 година, трудница и дојиља.

## Употреба у рударству
Жива се користи у рударству злата и сребра због погодности и лакоће са којом се жива и племенити метали спајају. У ископавању злата, у коме се ситне честице злата испирају из наслага песка или шљунка, жива се често користила за одвајање злата од других тешких минерала.
Након што је сав практичан метал извађен из руде, жива је испуштана из дугачког бакарног корита, које је формира танак слој живе на спољашњости. Отпадна руда се затим преносила низ корито, а злато у отпаду се спајало са живом. Овај премаз би се затим састругао и рафинирао испаравањем како би се уклонила жива, остављајући иза себе злато релативно високе чистоће.
Амалгамација живе је први пут коришћена на рудама сребра са развојем патио процеса у Мексику 1557. Постојали су и додатни процеси амалгамације који су створени за прераду сребрних руда, укључујући пан амалгамацију и Вошовски процес.

### Златни амалгам

#### Експлоатација злата (рударство)
Златни амалгам се показао ефективним тамо где се златне честице („брашно злата“) не би могло издвојити из руде хидромеханичким методама. Велике количине живе коришћене су у поточном рударству, где су наслаге састављене углавном од распаднутог гранитног муља одвајане у дугим серијама „слаповских кутија“, при чему је жива уношена на почетку. Формирани амалгам је тешка чврста маса мутносиве боје. (Употреба живе у експлоатацији током 19. века у Калифорнији, која је сада забрањена, изазвала је велике проблеме са загађењем у речним и естуарским срединама, који трају до данас.) Понекад се знатни комадићи амалгама налазе у низводном дну река и потока од стране аматера у ронилачкој одећи који трагају за златним грумењем уз помоћ моторног воденог вакуума/багера који је постављен на пловак.

#### Екстракција злата (прерада руде)
Тамо где су дробилице кориштене за уситњавање златоносне руде у прах, део процеса екстракције подразумевао је коришћење бакарних плоча натопљених живом, преко којих су се испирале издробљене ситнице. Периодично стругање и ремеркуризација плоче резултирали су амалгамом за даљу обраду.

#### Екстракција злата (реторта)
Амалгам добијен било којим од ових процеса се затим загрева у реторти за дестилацију, враћајући живу за поновну употребу и остављајући за собом злато. Пошто је ово ослобађало паре живе у атмосферу, процес би могао изазвати штетне здравствене ефекте и дугорочно загађење.
Данас је амалгамација живе замењена другим методама за рекуперацију злата и сребра из руде у развијеним земљама. Опасности од токсичног отпада живе одиграле су главну улогу у постепеном укидању процеса амалгамације. Међутим, амалгамацију живе још увек редовно користе копачи злата малих размера (често илегално), посебно у земљама у развоју.

## Амалгамски тест
Соли живе су, у поређењу са металном живом и амалгамима, веома токсичне због своје растворљивости у води. Присуство ових соли у води може се открити тестом који користи спремност живиних јона да се формира амалгам са бакром. Раствор соли азотне киселине који се истражује наноси се на комад бакарне фолије и сви присутни јони живе остављају мрље сребрно обојеног амалгама. Јони сребра остављају сличне мрље, али се лако испирају, што ово чини средством за разликовање сребра од живе.
Редокс реакција у којој жива оксидира бакар је:

## Токсичност
Дентални амалгам је проучаван и генерално се сматра да је безбедан за људе, иако је валидност неких студија и њихових закључака доведена у питање. У јулу 2018, ЕУ је забранила стоматолошки амалгам за децу млађу од 15 година, труднице и дојиље.